# Третьяк, Владислав Александрович
Владисла́в Алекса́ндрович Третья́к (род. 25 апреля 1952, Орудьево, Московская область) — советский хоккеист, вратарь, тренер. Российский государственный и политический деятель. Депутат Государственной думы IV—VII созывов от партии «Единая Россия» (с 2003 года). С 2006 года — президент Федерации хоккея России, заслуженный работник физической культуры Российской Федерации (2006), заслуженный тренер России (2002), заслуженный мастер спорта СССР (1971), полковник (1990).
В 1969—1984 годах защищал ворота ЦСКА и сборной СССР. В чемпионате СССР сыграл 482 матча, на чемпионатах мира и Олимпийских играх — 117 игр. В турнирах Кубка Канады — 11 матчей. Входит в Символическую сборную столетия ИИХФ.

## Детство и юность
Владислав Александрович Третьяк родился 25 апреля 1952 года в семье военного лётчика в селе Орудьево Орудьевского сельсовета Дмитровского района Московской области, ныне село входит в Дмитровский городской округ той же области.
Рос спортивным ребёнком. По примеру старшего брата Валерия пробовал заниматься плаванием (в бассейне «Динамо»), затем увлёкся прыжками в воду (прыгал с пятиметровой вышки). Вместе с родителями каждое воскресенье ходил на каток в ЦПКиО имени Горького.
Хоккеем начал заниматься в 11 лет, в ДЮСШ ЦСКА на Ленинградском проспекте, куда его привела мама. Тренеры, отбирая кандидатов, проверяли умение кататься задним ходом (этим приёмом Владислав уже неплохо владел). Он оказался в числе четверых принятых в московский клуб. Поначалу Третьяк играл на позиции нападающего, но его смущало отсутствие хоккейной формы, которой на всех не хватало. В то время в команде не было вратаря. Тогда он подошёл к тренеру Виталию Ерфилову и сказал, что если ему дадут настоящую форму, то он будет вратарём.
Вместе с этим отец не одобрял выбор сына — говорил, что хоккеист с клюшкой похож на дворника с метлой. Окончательно же смирился с увлечением сына, когда ему было 15—16 лет. Тогда Владислав стал приносить домой первые деньги, которые ему давали за игры.
Летом 1967 года молодым вратарём заинтересовался тренер ЦСКА Анатолий Тарасов. Третьяк начал заниматься вместе с профессиональными игроками. «Я был горд тем, что живу в пансионате ЦСКА на Песчаной улице, что мне разрешают переодеваться в раздевалке рядом с легендарными хоккеистами», — писал Третьяк. В середине июля команда уехала на юг, и Владислав вернулся в команду юношей.
Вместе со своей командой Третьяк стал чемпионом Москвы, получив приз лучшего вратаря.
С 1966 по 1969 принял участие, в составе ЦСКА, как в юношеском (до 17 лет), так и в молодежном (до 19 лет) первенствах СССР по хоккею. В 1967 году он стал серебряным призёром первенства СССР среди юношеских команд и был признан лучшим вратарём турнира. В 1969 стал чемпионом СССР среди молодёжных команд и также был признан лучшим вратарём.
В 1968 году старший тренер юниорской сборной страны Николай Пучков взял на первый чемпионат Европы среди юниоров (до 19 лет) пятнадцатилетнего на тот момент Владислава. Сборная завоевала серебряные медали.
В 1969 году завоевал золотую медаль первенства Европы в составе юниорской сборной СССР, в которой также играли будущие звезды советского хоккея Валерий Васильев и Александр Мальцев.
Третьяк стал чемпионом Европы среди юниоров также в 1970 и 1971 годах. Единственный в истории трёхкратный чемпион Европы среди юниоров.
Играл под номером «20».
В сезоне 1968/69 годов дебютировал за ЦСКА в матче против «Спартака».
Первую игру в составе сборной Советского Союза провёл 3 декабря 1969 года на турнире на приз газеты «Известия» со сборной Финляндии (5:1).

## 1970-е

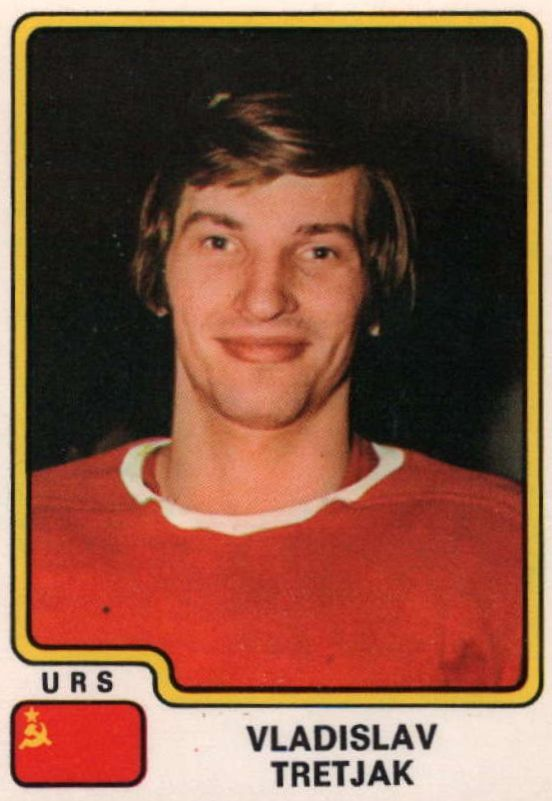
В форме сборной СССР, 1979 год

В 1970—1971 годах — курсант-спортсмен школы высшего спортивного мастерства ЦСКА, г. Москва. В 1970 году был приглашён в сборную СССР на чемпионат мира, где стал впервые чемпионом мира. С 1971 года — основной вратарь сборной.
Чемпионат мира 1971 года в Швейцарии запомнился нестандартным ходом Анатолия Тарасова. Пытаясь поддержать команду после первого периода заключительного матча турнира со шведами, при счёте 1:2 в пользу последних, он запел песню «Чёрный ворон». И это в итоге оказало влияние на настрой игроков — игра была выиграна со счётом 6:3, а Третьяк стал во 2-й раз чемпионом мира.
В 1971—1979 годах — инструктор по спорту высшей квалификации хоккейной команды ЦСКА, г. Москва.
В 1972 году впервые стал олимпийским чемпионом, отыграв четыре матча из пяти. На тот момент он был самым молодым олимпийским чемпионом-хоккеистом.
Весной 1972 года завоевал серебро на чемпионате мира.
Осенью 1972 года принял участие в Суперсерии-72. Первую игру в серии, 2 сентября 1972 года, Третьяк считает одной из лучших в своей карьере. В этой серии Третьяк отыграл все восемь матчей без замен.
В 1974 году играл в суперсерии против ВХА. Защищал ворота сборной в семи из восьми матчей.
В декабре 1975 года сильнейшие на тот момент команды Советского Союза ЦСКА и «Крылья Советов» отправились в Северную Америку на первую серию игр с клубами Национальной хоккейной лиги (Суперсерия 75/76).
31 декабря 1975 года принял участие в легендарном «величайшем матче в истории хоккея» «Монреаль Канадиенс» — ЦСКА (3:3). Как признавался позже Ги Лефлер, «ни до, ни после той встречи не доводилось видеть, чтобы голкипер действовал так здорово».
На XVII съезде ВЛКСМ, проходившем 23—27 апреля 1974 года избран членом ЦК ВЛКСМ. Член КПСС с 1976 года. В 1976 году окончил Смоленский государственный институт физической культуры по специальности «Физическая культура и спорт».
В 1976 году Третьяку было доверено нести флаг Советского Союза на открытии Олимпийских игр в Инсбруке, а по итогам самих Игр он во 2-й раз стал олимпийским чемпионом. Перед турниром специалисты заранее отдавали победу сборной СССР, однако Игры не были для сборной лёгкой прогулкой. Хотя почти все шесть игр турнира были выиграны за явным преимуществом, однако это были трудовые победы. Самый напряжённый матч был сыгран 14 февраля 1976 года против сборной Чехословакии. Уже в первом периоде сборная СССР пропустила 2 шайбы, а потом вынуждены были 2 минуты играть втроём против пятерых соперников. Тем не менее, сборная выстояла и выиграла матч со счетом 4:3. Все другие матчи были также выиграны, что и позволило сборной стать безоговорочным победителем олимпийского турнира.

## 1980-е
В 1979—1984 годах — хоккеист 1-й категории хоккейной команды ЦСКА, г. Москва.
В 1980 году на Олимпиаде в Лэйк-Плэсиде сборная вместе с Третьяком неожиданно оступилась — за тур до конца сборная потерпела поражение от студенческой сборной США. Третьяк в том матче за несколько секунд до конца 1-го периода после дальнего броска Кристена (из-за красной линии), отбил шайбу прямо перед собой. Лучший американский нападающий Марк Джонсон проскочил между двумя советскими защитниками, обвёл Третьяка и забил гол за секунду до конца периода. Сборная СССР ушла в раздевалку, а тренеры попытались доказать, что гол был забит после окончания периода. Гол был засчитан и командам пришлось доиграть оставшуюся 1 секунду периода. Из раздевалки СССР «для вбрасывания» вернулись 3 полевых игрока и второй вратарь Владимир Мышкин.
К удивлению всех присутствующих, именно он остался в воротах во втором периоде. Как потом скажет тренер сборной СССР Виктор Тихонов: «Я, к сожалению, послушал тех, кто советовал мне после ошибки Владислава Третьяка на последней минуте первого периода заменить его на Владимира Мышкина. Потом я извинился перед Владиславом». Впрочем, после первого пропущенного гола комментаторы ABC отметили, что у Третьяка была не очень хорошая форма на турнире. По итогам соревнований у него оказался самый низкий процент отражённых бросков среди вратарей 6 лучших команд турнира: 84 % (42 из 50 бросков).
Сборной за следующие 2 периода положение выправить не удалось — была заброшена 1 шайба, а пропущены ещё две. Игра завершилась со счетом 3:4 и вошла в историю хоккея как «чудо на льду».
В 1981 году — победа на Кубке Канады.
В 1983 году окончил Военно-политическую академию имени В. И. Ленина по специальности «Военно-педагогическая, общественные науки».
В феврале 1984 года — в 3-й раз стал олимпийским чемпионом, выиграв золото хоккейного турнира в Сараево. На турнире провёл 6 игр, пропустил 5 шайб. Вновь основным соперником нашей сборной была команда Чехословакии, с которой советские хоккеисты встретились в решающем матче турнира. Игра складывалась напряжённо, но проходила в целом по сценарию сборной СССР — была достигнута победа со счетом 2:0, а Третьяк провёл игру на «ноль». Одновременно с этим был установлен рекорд — впервые хоккейный вратарь стал трёхкратным олимпийским чемпионом.
Последний матч за сборную СССР Третьяк провёл 12 апреля 1984 года на турнире «Кубок Швеции 84» против сборной Чехословакии, в котором советские хоккеисты уступили со счетом 2:7.
Дэйв Кинг, тренер сборной Канады в 1980-х годах, так отзывался об игре Третьяка: «Я видел хороших вратарей. Видел отличных. Но не видел голкипера, кроме вашего Третьяка, который был бы в форме всегда. Любой другой при настолько надёжной обороне, какой обладали русские, „поплыл“ бы… Владислав всегда был готов к контратаке. Хоть, случалось, по 7-8 минут по вашим воротам бросков не делали. После чего Третьяк отражал три броска подряд, с добиванием. Это казалось невероятным. Второго такого голкипера нет».
22 декабря 1984 года Третьяк последний раз вышел на лед. Третьяк ушёл из хоккея всего лишь в 32 года, поскольку хотел больше времени уделять семье. Он просил Тихонова разрешить ему появляться в расположении команды за день до игры, но Тихонов посчитал, что это нарушит дисциплину, и отказал Третьяку.
В 1989 году Владислав Третьяк стал первым хоккеистом не из Канады или США, включённым в Зал славы хоккея в Торонто. В 1997 году включён в Зал славы ИИХФ.

## Тренерская работа
В 1984 году — старший инструктор по международным связям ЦСКА, г. Москва.
В 1984—1987 годах — заместитель начальника отдела политической части ЦСКА, г. Москва.
В 1987—1990 годах — старший офицер отдела Спортивного комитета Министерства обороны СССР, заместитель начальника отдела спортивных игр и одновременно работал в международном отделе Министерства обороны СССР. Во второй половине 80-х годов впервые стал депутатом Моссовета. В 1990 году ему было присвоено звание полковника. В том же году по приглашению команды НХЛ из Чикаго он ездил в США, после чего получил выговор якобы за «неправильный выезд за рубеж», невзирая на то, что все официальные разрешения у него, разумеется, были. После этого написал рапорт с просьбой об увольнении из армии. С 1991 года — военный пенсионер.
В 1990-х годах работал в крупной канадской компании Bombardier. В 1998 году основал некоммерческую спортивную организацию — Фонд «Международная спортивная академия Владислава Третьяка». Кроме того, основал и содержал хоккейную школу вратарей в Канаде.
В начале 1990-х Третьяк принял предложение стать тренером вратарей клуба НХЛ «Чикаго Блэкхокс». Поработав в межсезонье с Эдом Бельфором, Третьяк помог тому повысить уровень игры. В конце сезона 1990/91 Бельфор получил приз Везина Трофи. В сезоне 1992/1993 Бельфор получил свой второй приз.
В 2000 году по предложению Президента России вошёл в Президентский Совет по физической культуре и спорту.
В 1998 и 2002 годах входил в тренерский штаб сборной России, выигравшей серебряные (Нагано) и бронзовые (Солт-Лейк-Сити) медали зимних Олимпийских игр. Был в составе тренерского штаба сборной на Кубке мира 2004.
17 марта 2021 года стало известно, что Владислав вышел из состава совета Международной федерации хоккея.

## Общественная и политическая деятельность

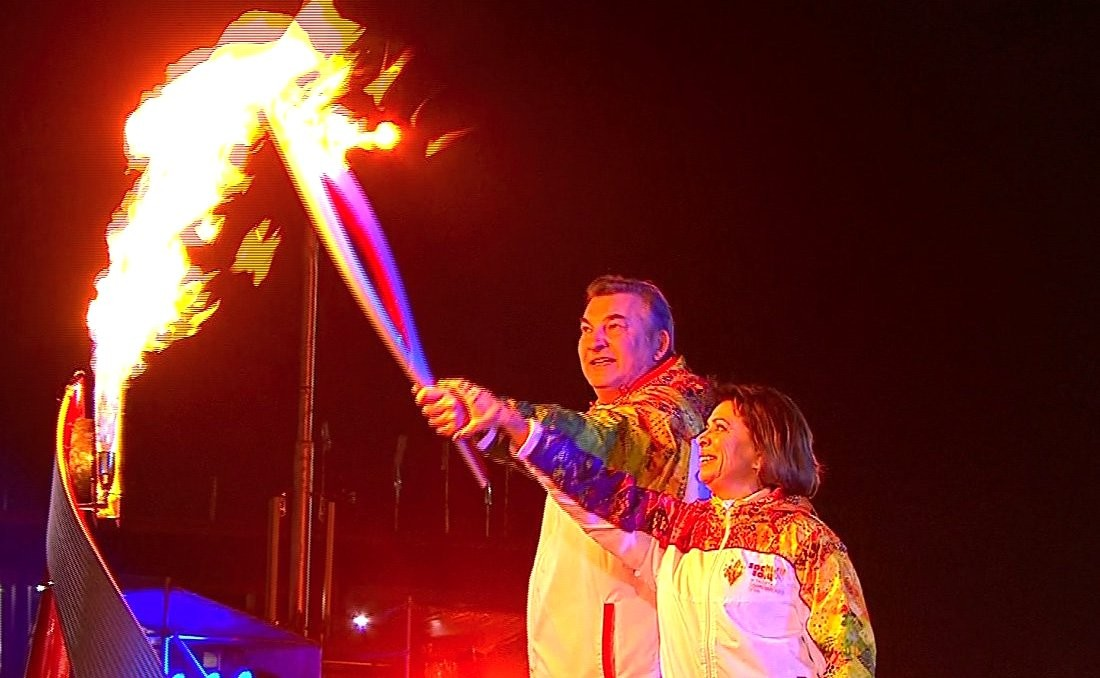
Ирина Роднина и Владислав Третьяк зажигают олимпийский огонь

В 1995 году входил в тройку избирательного списка «За Родину!».
7 декабря 2003 года избран депутатом Государственной думы IV созыва от избирательного округа № 158 (самовыдвижение, Саратовский округ, Саратовская область), член фракции «Единая Россия», возглавлял комитет Госдумы по физической культуре, спорту и делам молодёжи.
2 июля 2007 года вступил в партию «Единая Россия».
2 декабря 2007 года избран депутатом Государственной думы V созыва от партии «Единая Россия» (Региональная группа 67, Саратовская область). Являлся первым заместителем председателя комитета Государственной думы по физической культуре, спорту и делам молодёжи.
4 декабря 2011 года избран депутатом Государственной думы VI созыва (регионпльная группа № 74 партии «Единая Россия» — Ульяновская область (№ 3 в списке), передан мандат губернатора С. И. Морозова (№ 1 в списке)), входил в состав комитета Госдумы по физической культуре, спорту и делам молодёжи.
Согласно решению № 56/541-7 Центральной избирательной комиссии Российской Федерации от 23 сентября 2016 года избран депутатом Государственной думы VII созыва от Радищевского одномандатного избирательного округ № 188 (Ульяновская область), в этом созыве стал членом комитета Государственной думы по охране здоровья.
В 1999 году награждён почётным знаком «Общественное признание», который вручается гражданам за их высокую общественно полезную деятельность.
В 2005 году подписал «Письмо в поддержку приговора бывшим руководителям „ЮКОСа“». В 2011 году подписал Обращение представителей общественности против информационного подрыва доверия к судебной системе Российской Федерации.
С 25 апреля 2006 года — пятый президент Федерации хоккея России.
С 26 июля 2010 года — член Патриаршего совета РПЦ по культуре.
С 2011 года, вместе с Борисом Михайловым, Владимиром Петровым, Георгием Полтавченко, Сергеем Егоровым и Артуром Чилингаровым входит в попечительский совет Международного турнира по хоккею с шайбой Arctic Cup.
Вместе с Ириной Родниной зажёг Олимпийский огонь на церемонии открытия Олимпиады в Сочи 7 февраля 2014 года.
Член Совета попечителей Московского Английского клуба.
Почётный доктор СПбГУП (с 2015 года).
19 июля 2018 года проголосовал за повышение пенсионного возраста.
7 мая 2023 года принял участие в специальном выпуске шоу «Маска» на НТВ в честь дня рождения Валерии, где скрывался в образе Черепахи.

## Международные санкции
Из-за вторжения России на Украину находится под персональными международными санкциями разных стран.
25 февраля 2022 года, на фоне вторжения России на Украину, включён в санкционный список стран Евросоюза в ответ на решение России признать территории Донецкой и Луганской областей Украины и на решение об отправке туда российских войск.
11 марта 2022 года внесён в санкционный список Великобритании «за признание независимости двух сепаратистских регионов в Украине».
30 сентября 2022 года внесён в санкционный список США в ответ на «фиктивные референдумы» и «аннексию территорий Украины российскими оккупационными силами». Государственный департамент отмечает что депутаты единогласно приняли закон о фейках, а некоторые депутаты сыграли ключевую роль в распространении российской дезинформации о войне.
23 февраля 2023 года включён в санкционный список Канады «соратников режима», так как он «голосовал за законодательство связанное с вторжением и попыткой аннексии четырех регионов Украины».
По аналогичным основаниям, с 25 февраля 2022 года находится под санкциями Швейцарии. С 4 мая 2022 года находится под санкциями Австралии. С 12 апреля 2022 года находится под санкциями Японии. С 7 сентября 2022 находится под санкциями Украины. С 3 мая 2022 года находится под санкциями Новой Зеландии.

## Нормотворчество

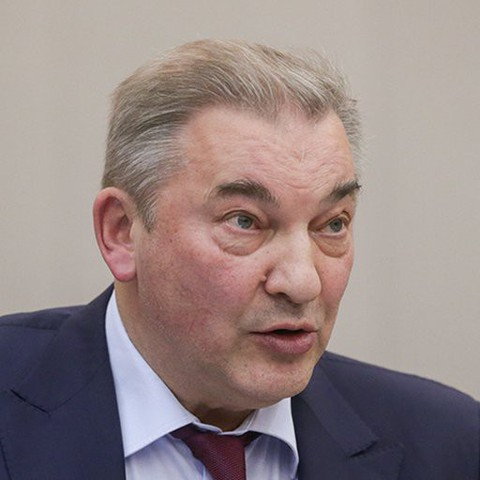
В. А. Третьяк, 2019 год.

В 2003—2019 годах, депутатом Государственной Думы IV, V, VI и VII созывов, выступил соавтором 33 законодательных инициатив и поправок к проектам федеральных законов.

## Статистика в чемпионате СССР
Мин = Минут; ШП = Шайб пропущено; ШПС = Шайб пропущено в среднем за игру.
| Сезон   | Игр | Мин  | ШП  | ШПС  |
| ------- | --- | ---- | --- | ---- |
| 1968/69 | 3   | 180  | 2   | 0,67 |
| 1969/70 | 34  | 2040 | 76  | 2,24 |
| 1970/71 | 40  | 2400 | 81  | 2,03 |
| 1971/72 | 30  | 1800 | 78  | 2,60 |
| 1972/73 | 30  | 1800 | 80  | 2,67 |
| 1973/74 | 27  | 1620 | 94  | 3,48 |
| 1974/75 | 35  | 2100 | 104 | 2,97 |
| 1975/76 | 33  | 1980 | 100 | 3,03 |
| 1976/77 | 35  | 2100 | 98  | 2,80 |
| 1977/78 | 29  | 1740 | 72  | 2,48 |
| 1978/79 | 40  | 2400 | 111 | 2,78 |
| 1979/70 | 36  | 2160 | 85  | 2,36 |
| 1980/81 | 18  | 1080 | 32  | 1,78 |
| 1981/82 | 41  | 2460 | 65  | 1,59 |
| 1982/83 | 29  | 1740 | 40  | 1,38 |
| 1983/84 | 22  | 1320 | 40  | 1,82 |

## Достижения

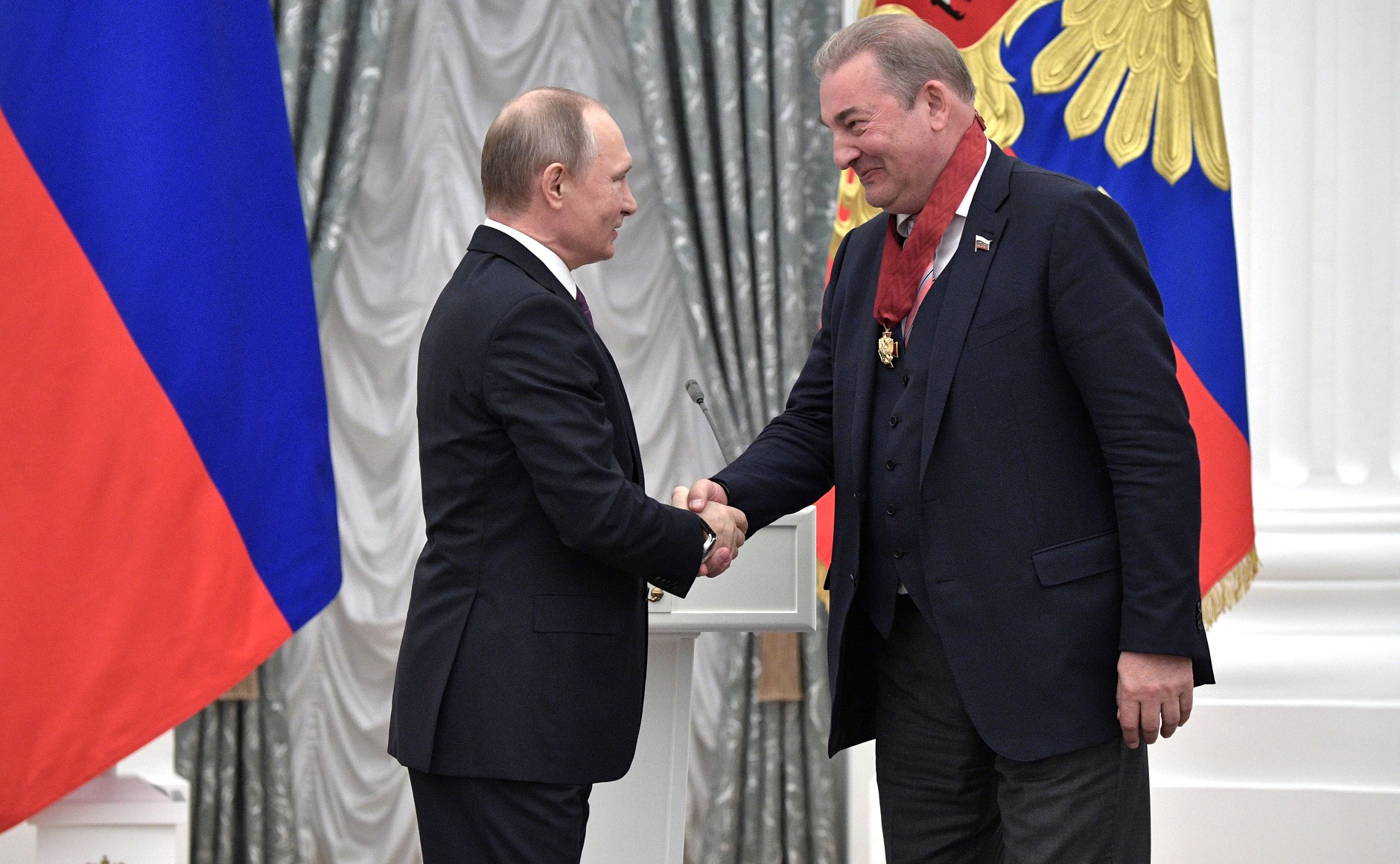
Награждение орденом «За заслуги перед Отечеством» II степени, 24 мая 2017 года

### Командные

#### В ЦСКА
- Обладатель Кубка Европы (13): 1969—1974, 1976, 1978—1983
- Чемпион СССР (13): 1970—1973, 1975, 1977—1984
- Серебряный призёр чемпионатов СССР (2): 1974, 1976
- Обладатель Кубка СССР (3): 1973, 1977, 1979
- Финалист Кубка СССР: 1976
- Победитель Спартакиады дружественных армий: 1979[44]
- Серебряный призёр Спартакиады дружественных армий: 1977[44]

#### В сборной
- Олимпийский чемпион (3): 1972, 1976, 1984
- Серебряный призёр Олимпийских игр: 1980
- Чемпион мира (10): 1970, 1971, 1973, 1974, 1975, 1978, 1979, 1981, 1982, 1983
- Cеребряный призёр чемпионата мира (2): 1972, 1976
- Бронзовый призёр чемпионата мира: 1977
- Чемпион Европы (9): 1970, 1973, 1974, 1975, 1978, 1979, 1981, 1982, 1983
- Серебряный призёр чемпионата Европы (3): 1971, 1972, 1976
- Бронзовый призёр чемпионата Европы: 1977
- Чемпион Европы среди юниоров (3): 1969, 1970, 1971
- Серебряный призёр чемпионата Европы среди юниоров: 1968
- Обладатель Кубка Канады: 1981
- Обладатель Кубка Вызова 1979
- Победитель «Мемориала памяти хоккеистов команды ВВС» (1976 год)[45]

### Личные
- Лучший хоккеист XX века по версии Международной федерации хоккея
- Член Зала хоккейной славы в Торонто (включён в 1989 году, первым из европейских хоккеистов)
- В 1997 году в числе первых был введён в Зал славы ИИХФ
- В 2008 году вошёл в Символическую сборную столетия ИИХФ
- Заслуженный мастер спорта СССР (1971)
- 5 раз признавался лучшим хоккеистом СССР, трижды лучшим хоккеистом Европы, четырежды лучшим вратарем мировых первенств
- Обладатель «Золотой клюшки» ИИХФ (Лучший хоккеист Европы) (1981, 1982, 1983)[46]

## Награды

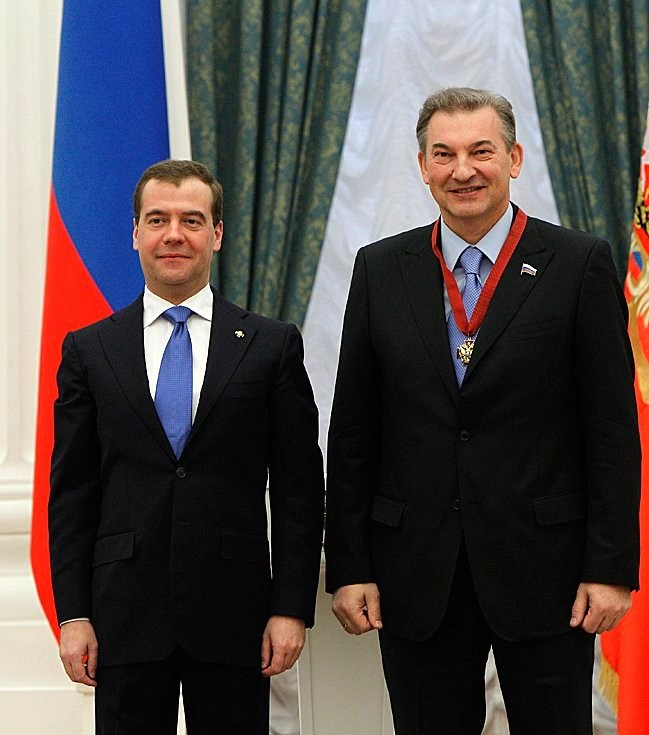
Награждение орденом «За заслуги перед Отечеством» III степени, 3 мая 2012 года

### Государственные награды
- Орден «За заслуги перед Отечеством» II степени, 5 апреля 2017 года — за большой вклад в развитие российского парламентаризма и активную законотворческую деятельность[47]
- Орден «За заслуги перед Отечеством» III степени, 25 апреля 2012 года — за большие заслуги в законотворческой деятельности и многолетнюю добросовестную работу[48]
- Орден «За заслуги перед Отечеством» IV степени, 8 апреля 2002 года — за заслуги в развитии физической культуры и спорта, большой вклад в укрепление дружбы и сотрудничества между народами[49]
- Орден Александра Невского, 6 июня 2022 года[50]
- Орден Почёта, 4 августа 2010 года — за заслуги в развитии физической культуры и спорта и многолетнюю добросовестную работу[51]
- Орден Ленина, 7 июля 1978 года — за высокие спортивные достижения на чемпионате мира и Европы 1978 года по хоккею[52]
- Орден Трудового Красного Знамени, 22 мая 1984 года — за высокие спортивные достижения на XIV зимних Олимпийских играх[53]
- Орден Дружбы народов, 22 мая 1981 года — за большой вклад в развитие советского хоккея и успешное выступление на чемпионате мира и Европы 1981 года по хоккею[54]
- Орден «Знак Почёта», 7 мая 1975 года — за высокие спортивные достижения на чемпионате мира и Европы 1975 года и успешные выступления на международных соревнованиях[55]
- Медаль «В память 850-летия Москвы», 1997 год
- Медаль «За трудовую доблесть», 3 марта 1972 года — за высокие спортивные достижения на соревнованиях XI зимних Олимпийских игр[56]
- Медаль «За доблестный труд. В ознаменование 100-летия со дня рождения Владимира Ильича Ленина», 1970 год
- Медаль «60 лет Вооружённых Сил СССР», 1978 год
- Медаль «70 лет Вооружённых Сил СССР», 1988 год
- Медали «За безупречную службу в Вооружённых Силах СССР» I, II и III степеней
- Заслуженный работник физической культуры Российской Федерации, 20 апреля 2006 года — за заслуги в области физической культуры и спорта[57]

## Почётные спортивные звания
- Значок «Отличник физической культуры и спорта» (15 января 2025)[58]
- Заслуженный мастер спорта СССР, 1971
- Заслуженный тренер России, 2002 год[59]

### Поощрения Президента и Правительства Российской Федерации
- Благодарность Президента Российской Федерации, 23 ноября 2011 года — за большой вклад в развитие физической культуры и спорта и многолетнюю добросовестную работу[60]
- Благодарность Президента Российской Федерации, 6 августа 2007 года — за активное участие в работе по обеспечению победы заявки города Сочи на право проведения XXII зимних Олимпийских и XI Паралимпийских игр в 2014 году[61]
- Медаль Столыпина П. А. II степени, 17 декабря 2016 года[62]
- Почётная грамота правительства Российской Федерации, 7 сентября 2007 года — за большой личный вклад в развитие российского законодательства[63]

### Региональные награды
- Орден Салавата Юлаева, 28 июля 2016 года — за многолетний добросовестный труд в области физической культуры и спорта, а также большой вклад в развитие хоккея с шайбой в республике Башкортостан[64][65]
- Почётная грамота Московской городской Думы, 3 апреля 2002 года — за личный вклад в воспитание нового поколения российских спортсменов, укрепление престижа и авторитета России на мировой спортивной арене и в связи с 50-летием со дня рождения[66]

### Иностранные награды
- Орден «Данакер», 28 февраля 2022 года, Кыргызстан — за значительный вклад в развитие хоккея в Кыргызской Республике, а также в организацию чемпионата мира по хоккею в IV дивизионе[67]
- Медаль «За похвальную службу»[англ.], 21 ноября 2005 года, Канада[68]

### Церковные награды
- Орден Святого благоверного великого князя Димитрия Донского II степени, 27 марта 2013 года, РПЦ)[69], во внимание к трудам в деле духовно-нравственного воспитания подрастающего поколения и в связи с 60-летием со дня рождения[70].

### Общественные награды
- Зал славы хоккея в Торонто, 1989 год.
- Зал славы ИИХФ, 1997 год.
- Золотой почётный знак «Общественное признание», 1999 год.
- Золотой крест «За служение обществу», 2004 год.
- Янтарный КиВиН, 2016 год, музыкальный фестиваль «Голосящий КиВиН»
- 21 июля 2018 года, когда был в Светлогорске в качестве члена жюри музыкального фестиваля «Голосящий КиВиН», посетил АО «Калининградский янтарный комбинат» и согласился, что очередной самородок назовут его именем. 23 июля был обнаружен на Приморском карьере камень весом 1,1 кг, названный в его честь[71].
- В сентябре 2022 года ЗАО «Курганстальмост» подарил президенту Федерации хоккея России Владиславу Третьяку статую хоккейного вратаря к его 70-летию. Фигуру установили в «Парке легенд» перед Музеем хоккейной славы в Москве. Раньше вратарь стоял у Ледового дворца спорта имени Н. В. Парышева в Кургане. В январе 2018 году там проходили соревнования «Русская классика ВХЛ», на которых присутствовал сам Владислав Третьяк и сделал со скульптурой вратаря очень много фотоснимков[72][73][74].

## Киновоплощения
- 2007 — «Валерий Харламов. Дополнительное время» (Россия), режиссёр Юрий Стааль, актёр Дмитрий Аросьев.
- 2012 — «Хоккейные игры» (Россия), режиссёр Ксения Кондрашина, актёр Андрей Ворошилов.
- 2013 — «Легенда № 17» (Россия), режиссёр Николай Лебедев, актёр Александр Пахомов.
- 2014 — «Слава» (Россия), режиссёр Антон Азаров, актёр Михаил Шамигулов.

## Факты
Постоянно проживает в дачном посёлке Загорянский городского округа Щёлково Московской области. В 2007 году был избран депутатом в Государственную думу по партийному списку партии Единая Россия от Саратовской области. В 2011 году вновь избран депутатом ГД по спискам, но уже от Ульяновской области. В 2016 году избран депутатом ГД от Ульяновской области по Радищевскому одномандатному округу № 188.
За 2020 год Владислав Третьяк депутатом ГД заработал 22. 528 млн.руб. Имеет в собственности четыре земельных участка, два жилых дома, две бани, квартиру с женой в Латвии, четыре квартиры, два машиноместа, два гаража. При этом официально автомобиля Владислав Третьяк и супруга не имеют. В декларации 2010 года в собственности фигурировал Mercedes-Benz W221 (S-класс 500).
В 2021 году московский метрополитен к 75-летию отечественного хоккея выпустил карту «Тройка» с его портретом.

## Семья
- Отец — Александр Дмитриевич (1923—2004), военный лётчик, служил в авиационной дивизии особого назначения (гарнизон Чкаловский в Подмосковье), майор[79].
- Мать — Вера Петровна (1921—2004), учитель физкультуры, играла в хоккей с мячом на первенстве Москвы в составе женской команды «Металлург». Ветеран Великой Отечественной войны[80].
- Жена (с 23 августа 1972 года) — Татьяна Евгеньевна (род. 1950)[79].
  - Сын Дмитрий Владиславович Третьяк (род. 1973), стоматолог[79].
    - Внук Максим Дмитриевич Третьяк (род. 1996), хоккеист, вратарь. Защищает ворота хоккейного клуба Сочи[79].  В настоящее время Максим Третьяк - вратарь хоккейного клуба "Лада" (Тольятти).

  - Дочь Ирина Владиславовна Третьяк (род. 1976), юрист[81],
    - Внучка Анна Сергеевна Емшанова (род. 2001)[79]
    - Внучка Мария Сергеевна Емшанова (род. 2006)[82].